# Cosmozetes vermiculatus
Cosmozetes vermiculatus är en kvalsterart som först beskrevs av Balogh och Sandór Mahunka 1980.  Cosmozetes vermiculatus ingår i släktet Cosmozetes och familjen Microzetidae. Inga underarter finns listade i Catalogue of Life.